# Доброполяна
Доброполяна (хорв. Dobropoljana) — населений пункт у Хорватії, у Задарській жупанії у складі громади Пашман.

## Населення
Населення за даними перепису 2011 року становило 279 осіб.
Динаміка чисельності населення поселення:

## Клімат
Середня річна температура становить 15,16 °C, середня максимальна – 26,56 °C, а середня мінімальна – 4,01 °C. Середня річна кількість опадів – 820 мм.
| Клімат поселення                              | Клімат поселення | Клімат поселення | Клімат поселення | Клімат поселення | Клімат поселення | Клімат поселення | Клімат поселення | Клімат поселення | Клімат поселення | Клімат поселення | Клімат поселення | Клімат поселення | Клімат поселення |
| Показник                                      | Січ.             | Лют.             | Бер.             | Квіт.            | Трав.            | Черв.            | Лип.             | Серп.            | Вер.             | Жовт.            | Лист.            | Груд.            |                  |
| Середній максимум, °C                         | 11,84            | 11,50            | 12,86            | 16,20            | 21,14            | 25,18            | 26,56            | 26,32            | 21,96            | 18,86            | 14,67            | 11,88            |                  |
| Середня температура, °C                       | 8,11             | 7,75             | 9,11             | 12,43            | 17,39            | 21,44            | 24,13            | 23,89            | 19,53            | 16,44            | 12,24            | 9,46             |                  |
| Середній мінімум, °C                          | 4,35             | 4,01             | 5,37             | 8,69             | 13,64            | 17,70            | 21,70            | 21,45            | 17,10            | 14,00            | 9,81             | 7,02             |                  |
| Норма опадів, мм                              | 71               | 60               | 63               | 67               | 59               | 51               | 28               | 47               | 90               | 98               | 98               | 88               |                  |
| Середньомісячна швидкість вітру, м/с          | 3.03             | 3.15             | 3.30             | 3.13             | 2.71             | 2.51             | 2.51             | 2.41             | 2.66             | 2.82             | 3.43             | 3.31             |                  |
| Середньомісячна сонячна радіація, кДж/м²·день | 5115             | 7866             | 11600            | 16467            | 20818            | 23024            | 24700            | 21382            | 15829            | 10105            | 5560             | 4372             |                  |
| --------------------------------------------- | ---------------- | ---------------- | ---------------- | ---------------- | ---------------- | ---------------- | ---------------- | ---------------- | ---------------- | ---------------- | ---------------- | ---------------- | ---------------- |
| Джерело:                                      |                  |                  |                  |                  |                  |                  |                  |                  |                  |                  |                  |                  |                  |